# IVC 2 pollici
Il formato IVC 2 pollici a scansione elicoidale era un formato di videoregistrazione analogica, sviluppato dalla International Video Corporation (IVC) e commercializzato a partire dal 1975. Come il nome suggerisce, la IVC, dopo alcuni formati su nastro da un pollice, colse l'opportunità di realizzare un formato su nastro da 2 pollici che, con la qualità dell'allora videoregistratore per eccellenza, il 2 pollici Quadruplex, sfruttasse i vantaggi della scansione elicoidale. Un modello di videoregistratore venne prodotto con questa tecnologia, l'IVC 9000.

## Storia commerciale

### Versioni
- L'IVC 9000 venne prodotto in cinque versioni:
  - IVC 9000 standard, in versione NTSC e PAL, in grado di registrare per 2 ore su bobine larghe 10 pollici e mezzo.
  - IVC 9000-4, con la velocità del nastro ridotta a 4 pollici per secondo, e in grado di registrare per quattro ore invece di due
  - IVC 9000-W, con larghezza di banda estesa a 8 MHz
  - IVC 9000-M, in grado di registrare segnali nello standard a 655-line/48 Hz, per telecinemare correttamente riprese cinematografiche a 24 fps.
  - IVC 9000-W-M, una combinazione delle due versioni precedenti.

### Insuccesso commerciale
La qualità d'immagine era eccellente, ma nonostante questo le vendite furono limitate a circa 65 esemplari. Poco dopo l'invenzione del formato, invece, furono disponibili i due sistemi su nastro da 1 pollice in standard B e C, con costi di esercizio più contenuti e una qualità d'immagine simile.

## Caratteristiche tecniche
Il nastro viene avvolto attorno al tamburo, dal diametro di 3,17 pollici, con un angolo di 188 gradi 57 primi. Le testine di registrazione e riproduzione sono due, e il segnale di un semiquadro è registrato su 5 tracce segmeentate (NTSC) oppure 6 (PAL): in ogni caso si hanno 57 tracce per ogni segmento. Il videoregistratore era corredato di monitor, waveform monitor e vettorscopio.
- Tutti i modelli erano dotati di:
  - Due canali audio
  - Una traccia cue
  - Una control track
  - Traccia timecode
  - Velocità del nastro di 8 pollici al secondo
  - TBC analogico
  - Compensatore di dropout
  - Rapporto segnale/rumore superiore a 48 dB

La meccanica permetteva di ottenere un'immagine stabile in riproduzione nel giro di un secondo partendo dalla posizione di arresto, grazie ai movimenti del nastro ad aria.

## Utilizzi particolari
L'IVC 9000 fu uno dei primi videoregistratori utilizzati per la produzione cinematografica, tramite la registrazione di segnali analogici a larga banda e ad alta risoluzione (come il 655/48), anticipando la tecnologia degli internegativi digitali usata oggi.
Il modello 9000-W-M fu, da ogni punto di vista, un sistema costruito apposta con specifiche pre-alta definizione. Il sistema a 655 linee era anche usato nei monitor televisivi di scena negli studi cinematografici. Con questo standard, i monitor ripresi non avevano effetto di sfarfallio sulla pellicola. Alcuni degli effetti speciali del film "Lo squalo 3" furono realizzati con questo videoregistratore.

## Altri formati
Sono esistiti almeno altri due formati con nastro da 2 pollici a scansione elicoidale:
- La Ampex produsse il VR-8000 nel 1961 e il VR-660 nel 1963, di scarso successo commerciale.
- La Sony produsse un formato di questo tipo, non  segmentato, nei primi anni 70, con vendite ancora minori.